# Notariado en España
El notariado en España es el cuerpo único de funcionarios públicos autorizado para dar fe, conforme a las leyes, de los contratos y demás actos extrajudiciales. Los notarios se rigen por la Ley de 28 de mayo de 1862 del Notariado de España, y por el Reglamento de la organización y régimen del Notariado, aprobado por Decreto de 2 de junio de 1944 y modificado en 2007.
El Notario, según indica el artículo 2º de la ley del Notariado, que sea requerido para dar fe de cualquier acto público o particular extrajudicial negare sin justa causa la intervención de su oficio, incurrirá en la responsabilidad a que hubiere lugar con arreglo a las leyes.

## Requisitos para las oposiciones
Los que aspiren a realizar las pruebas selectivas para el ingreso en el Notariado deben reunir, en la fecha que termine el plazo de presentación de las instancias, las condiciones siguientes:
- Ser español u ostentar la nacionalidad de cualquier país miembro de la Unión Europea, o estar incurso en las situaciones previstas en el artículo 1 de la Ley 17/1993, de 23 de diciembre, de acceso a determinados sectores de la función pública de los nacionales de los Estados miembros de la Unión Europea.
- Ser mayor de edad. Para ejercer la profesión se ha de tener como mínimo 23 años.
- No encontrarse comprendido en ninguno de los casos que incapacitan o imposibilitan para el ejercicio del cargo de notario.
- Ser Doctor o Licenciado en Derecho o haber concluido los estudios de esta licenciatura, en los términos previstos en el segundo párrafo del apartado 2 del artículo 21 de este reglamento. Si el título procediera de un Estado miembro de la Unión Europea, deberá acreditar el reconocimiento u homologación del título equivalente, conforme a la Directiva 89/48/CEE, de 21 de diciembre de 1988, al Real Decreto 1665/1991, de 24 de octubre, y demás normas de transposición y desarrollo.

El acceso al cuerpo se realiza a través de oposiciones públicas convocadas y publicadas conforme a la legislación -normalmente- estatal, y que constan de cuatro ejercicios, los cuales se desarrollan en exposiciones orales y ejercicios escritos, con duraciones de una hora (el primero y el segundo, orales y teóricos, que abarcan 348 temas) y seis horas (el tercero y el cuarto, escritos y prácticos).

## Características de los notarios españoles
Los notarios tienen en España el doble carácter de funcionarios públicos y profesionales del derecho según lo establecido en la Ley del Notariado, de forma que para algunas cuestiones son considerados funcionarios (por ejemplo para el acceso al cuerpo por oposición, para la obligatoriedad de apertura del despacho o atención al público, colaboraciones con administraciones públicas, remisión de información para actualización de datos de entidades como el catastro o los registros de la propiedad, acceso y remisión de la facturación, o tenencia de medios técnicos, telemáticos y humanos para cumplimiento de obligaciones), y para otras cuestiones son considerados profesionales autónomos (por ejemplo impuestos, asunción del coste y mantenimiento de las oficinas, régimen en seguridad social, pensiones, personal contratado o bajas laborales). 

### Funciones
Conforme al artículo 1 del Reglamento Notarial, en su consideración de funcionarios los notarios ejercen la fe pública notarial, que tiene y ampara un doble contenido:
1. En la esfera de los hechos, la exactitud de los que el notario ve, oye o percibe por sus sentidos;
2. En la esfera del Derecho, la autenticidad y fuerza probatoria de las declaraciones de voluntad de las partes en el instrumento público redactado conforme a las leyes.

En su otra consideración de profesionales del Derecho, los notarios tienen la misión de asesorar a quienes reclaman su ministerio y aconsejarles los medios jurídicos más adecuados para el logro de los fines lícitos que aquellos se proponen alcanzar. 
Combinando ambos ámbitos, su función principal conforme a su normativa reguladora, es la redacción y autorización de instrumentos públicos (este concepto se expone posteriormente) que recojan bien hechos perceptibles por los sentidos de los que se derive o pueda derivarse algún derecho (generalmente reflejados en el instrumento llamado “acta”, que se verá más adelante), o bien negocios jurídicos de toda índole dentro del ámbito civil o mercantil que impliquen declaraciones de voluntad y que se les soliciten sin que sean contrarios a las leyes (generalmente reflejados en el instrumento llamado “escritura”, que se verá más adelante). Por tanto, califican la legalidad de los fines que persigan los que solicitan sus servicios, y les asesoran sobre la mejor forma de conseguir legalmente tales fines según cada caso particular. 
Dependiendo de los casos, así como de la idea, preparación, conocimientos, declaraciones que hagan o dejen de hacer, antelación entre la consulta y el otorgamiento, y del asesoramiento externo previo de los solicitantes de la intervención notarial, la función de asesoramiento del notario puede destacar más o menos, pero siempre se tiene derecho a ella, siendo especialmente frecuente en Notarías de pequeñas poblaciones, donde las consultas suelen realizarse personalmente con el notario, conlleven o no el otorgamiento de un instrumento público, y evitando la necesidad de asesoramientos exteriores y gastos adicionales, imposibles en algunos casos según el lugar o circunstancias de los solicitantes, sin que nada impida en las de volumen o poblaciones mayores la solicitud de cita y consulta personal con el notario dependiendo de agenda. Toda consulta o asesoramiento previo al otorgamiento de un documento es gratuita, pues no devenga derechos arancelarios.
Al contrario que en el ámbito anglosajón, el notariado en España, y generalmente también en todo el ámbito latino que deriva del Derecho Romano, no se limita a la presencia simultánea y comprobación de la firma en un documento externo ya redactado y presentado al efecto (en aquel ámbito anglosajón generalmente por un asesor o abogado externo, lo que obliga frecuentemente a que dos partes contraten además a otros profesionales y a veces un seguro), sino que la redacción del mismo, atendiendo a las instrucciones y casos particulares de los solicitantes antes de su otorgamiento, se realiza en la misma notaría bajo la supervisión del notario titular de la misma (si bien no tiene por qué haberlo redactado personalmente, sino por su personal que siga sus instrucciones). Esto da lugar a que deba calificarse el instrumento a otorgar y su legalidad antes de que sea firmado, y a que el mismo deba cubrir las pretensiones lícitas de los solicitantes en relación con las manifestaciones que realicen para ello (para lo cual deben previamente consultar con el notario o personal de la notaría lo que quieren hacer y el modo de hacerlo, optando por una de las soluciones legales que se les ofrezcan si están conformes todos los otorgantes con ella).
Por tanto, la validez legal del documento, así como la existencia y extensión de las manifestaciones y declaraciones de voluntad de los solicitantes se tienen por cumplidas y probadas directamente frente a terceros sin necesidad de intervención judicial. Debido a ello, y también al contrario que en el ámbito anglosajón, el notario del Derecho español es necesariamente jurista o profesional del Derecho (los notarios de sistema anglosajón suelen tener otra formación o desempeñar profesiones no relacionadas con el Derecho), como lo es también un abogado que redacta un documento privado, y al mismo tiempo funcionario público debido a los requisitos del documento público y sus efectos legales. 
Sigue diciendo el primer artículo del Reglamento Notarial que 

El Notariado disfrutará de plena autonomía e independencia en su función, y en su organización jerárquica depende directamente del Ministerio de Justicia y de la Dirección General de los Registros y del Notariado. Sin perjuicio de esta dependencia, el régimen del Notariado se estimará descentralizado a base de Colegios Notariales, regidos por Juntas Directivas con jurisdicción sobre los notarios de su respectivo territorio.

## Tipos de documentos notariales
Todos los documentos notariales se realizan a instancia o rogación de parte, es decir, debe ser solicitada expresamente su redacción por el interesado o por alguno de ellos, sin que pueda actuar de oficio el notario. 
La elección de notario es libre, pues salvo excepciones como el acta de declaración de herederos no es legalmente obligatorio el otorgamiento en una notaría determinada. En caso de concurrencia de interesados, la elección corresponde a aquel que deba satisfacer los derechos arancelarios o su mayor parte (generalmente coincide con el obligado al pago del impuesto principal si el instrumento público contiene un hecho sujeto a impuesto). 
La mayor parte de los documentos otorgados ante notario en España, ya hayan sido redactados personalmente por él/ella o por su personal, se conocen como “instrumentos públicos”, un tipo de documento público diferente del judicial o administrativo, y que es exclusivo de este ámbito. Conforme al artículo 144 del Reglamento y 17 de la Ley del Notariado son instrumentos públicos:
Las escrituras públicas
Tienen como contenido propio las declaraciones de voluntad, los actos jurídicos que impliquen prestación de consentimiento, los contratos y los negocios jurídicos de todas clases. La mayor parte de las escrituras recogen negocios jurídicos del ámbito civil o mercantil, y abarcan una gran cantidad de supuestos, como, entre otros, actos de orden familiar y personal (emancipación, patrimonios protegidos, reconocimiento de hijos, autotutela...), testamentos y disposiciones de última voluntad (testamento abierto, que es el más común, o de otros tipos, así como pactos sucesorios cuando la legislación del otorgante lo permita...), contratos por razón de matrimonio, unión o separación de hecho (capitulaciones matrimoniales, separación de bienes, acuerdos sobre la unión o separación de hecho...), actos que implican modificación física sobre inmuebles (obras nuevas, agrupación, segregación...), contratos por los que bienes y derechos cambian de titular (compraventas de todo tipo de bienes y derechos, cesiones, extinción de condominio, dación en pago...), contratos de arrendamiento y cesiones de uso (alquiler, leasing, subarriendos...), donaciones y otras transmisiones gratuitas, actos de naturaleza urbanística, contratos de otra índole (opción de compra, constitución de tanteo o retracto convencional, cesión de posiciones contractuales...), actos relativos a herencias (adjudicaciones, aceptaciones, renuncias, liquidaciones y pagos de legados, legítimas o fideicomisos...), operaciones sujetas a hipoteca (constitución, cancelación, novación de la hipoteca, préstamos u otros contratos garantizados con tal carga, hipotecas navales, mobiliarias, inversas o de otros tipos...), apoderamientos (poderes generales, especiales, para pleitos, revocaciones...), protestos de efectos cambiarios, o documentos relativos a entidades con o sin personalidad jurídica (constitución, modificación, transformación, disolución de sociedades, cooperativas, fundaciones, mutuas, sindicatos, partidos políticos, entidades urbanísticas, fondos de pensiones, o inversión, elevación a público de acuerdos de sus órganos...).
Las pólizas intervenidas
Tienen como contenido exclusivo los actos y contratos de carácter mercantil y financiero que sean propios del tráfico habitual y ordinario de al menos uno de sus otorgantes, quedando excluidos de su ámbito los demás actos y negocios jurídicos, y en cualquier caso todos los que tengan objeto inmobiliario; todo ello sin perjuicio, desde luego, de aquellos casos en que la Ley establezca esta forma documental. En este ámbito se encuadran los contratos entre entidades financieras (bancos generalmente) y sus clientes, contratos como préstamos, créditos, contragarantías, descuentos, arrendamientos financieros, avales, prendas, factoring, confirming, entre otros, reflejadas en un documento conocido como “póliza”, el cual redacta la entidad financiera y no el notario, y que entra en el ámbito que anteriormente estaba cubierto por la fe pública mercantil del desaparecido cuerpo de Corredores de Comercio Colegiados. Este grupo de documentos solo aparecen en la notaría tras la fusión con el cuerpo antes dicho, en el año 2000.
Las actas notariales
Tienen como contenido la constatación de hechos o la percepción que de los mismos tenga el notario, siempre que por su índole no puedan calificarse de actos y contratos, así como sus juicios o calificaciones. Normalmente las actas tienen como fin reflejar un hecho perceptible por los sentidos del notario que a su vez pueda servir para basar un derecho. Entre otros tipos se encuentran las de presencia (que muchas veces incorporan fotografías si su fin es hacer constar el estado de algo), notificación, requerimiento, remisión de documentos, sorteo, notoriedad (a su vez con varias clasificaciones), protocolización de documentos, electorales, entrega, reunión de órganos colegiados (normalmente de juntas de personas jurídicas), depósito o fijación de saldo.
Las compulsas, legitimaciones de firma y demás certificaciones notariales
Que no reciban la denominación de escrituras públicas, pólizas intervenidas o actas, tienen como delimitación, en orden al contenido, la que el Reglamento Notarial les asigna. En este ámbito, de considerablemente menor entidad que el de los instrumentos públicos, tenemos documentos que generalmente no redacta el notario, pero en los cuales interviene a ciertos efectos, como hacer constar la coincidencia de un original con su copia (compulsas), o que una firma corresponde a la persona que se identifica y la pone en un documento que legalmente se pueda intervenir (legitimación de firma). Normalmente el original de estos documentos circula fuera de la notaría.

## Matrices, protocolos y copias
Los instrumentos públicos (ver más arriba) autorizados por notario español, extendidos en folios emitidos por la Casa de Moneda y Timbre (folios timbrados numerados que expide el Estado para su uso exclusivo en documentos notariales, y que compra el notario al Estado repercutiendo la tasa en los documentos autorizados) se conservan en original en la notaría, formado su conjunto la colección, numerada correlativamente según el orden de autorización, que se denomina “protocolo”. Estos documentos originales se conocen como “matrices”, contienen las firmas de los otorgantes y no salen de la notaría, sino que se encuadernan en su momento junto con los demás autorizados en ese año. 
Las matrices, primeramente a cargo del notario que autorizó el documento, y posteriormente de aquellos que vayan sucediéndolo en la notaría (jubilación, traslado, baja o fallecimiento del autorizante), permiten un seguimiento de la obtención de las copias, y la posibilidad de expedir nuevas copias cuando son necesarias o convenientes (por ejemplo, aunque se haya perdido la copia de una escritura, el interesado tiene derecho a una nueva copia si la necesita para algo, aunque hayan pasado muchos años, o incluso aunque él mismo no participara, según los casos). El protocolo se custodia en la notaría a la que pertenece (o pertenecía) el notario autorizante (cuando se firmó) durante veinticinco años; a partir de esa antigüedad pasan a un archivo notarial hasta que cumplen cien años; y finalmente, al pasar del siglo, a un archivo histórico, siempre bajo la supervisión de notarios archiveros. La ubicación de los archivos dependerá del lugar donde estuviera la notaría del protocolo originario, y la obtención de nuevas copias será más o menos rápida según el archivo al que haya que acudir. En cualquier notaría pueden informar de ese tema. Para localizar documentos notariales antiguos hay que tener en cuenta que el lugar donde fue firmado el documento no tiene por qué corresponder siempre al lugar donde la matriz se guarda en su protocolo, aunque normalmente sí sea así, pero hay supuestos en los que no, bien porque el lugar no tenga demarcada notaría o bien porque la notaría donde se firmó estuviera vacante, caso en el que el notario autorizante lo habrá expresado en el encabezamiento. En caso de duda, todos los instrumentos notariales especifican al principio, en la parte conocida como encabezamiento, además del número de protocolo, naturaleza del documento, lugar, fecha y nombre del notario que autoriza, si lo hace en sustitución de un compañero o de una notaría vacante, y, en todo caso, el nombre de la notaría donde la matriz se guardará. Actualmente la página web del notariado (www.notariado.org) ofrece un “localizador de protocolos” que facilita la tarea de localizar una escritura, indicando la notaría o el archivo donde esa matriz se encuentra, así como los datos de contacto para obtener nuevas copias. 
Las copias es la forma en la que los documentos notariales circulan en el tráfico jurídico y económico, ya que las matrices quedan en el protocolo. Principalmente hay copias autorizadas y simples. 
Las autorizadas son en la práctica “el original” que puede circular, y vienen a ser el documento que se retira en la notaría después de la firma de la matriz, o en su caso tras unos trámites posteriores. Contienen íntegramente el texto de la matriz con los documentos unidos y las notas, y se extienden en el mismo tipo de folios timbrados del Estado numerados que la matriz. No reproducen las firmas de los otorgantes, sino que al final de las mismas aparece la firma, sello, signo y rúbrica del notario que las expide (normalmente el mismo que autorizó el documento si se expiden poco después). En las copias autorizadas se hace constar la circulación posterior del documento, así contienen, por ejemplo, los sellos o justificantes de haber liquidado un impuesto o de haber sido presentados o inscritos en un registro público. Puede haber más de una copia autorizada de cada matriz (por ejemplo una para cada heredero en una escritura de herencia), quedando constancia en la misma de la expedición de cada copia (normalmente se expiden primero para el otorgante del que resulta el principal derecho en el documento, como el comprador en una compraventa o el poderdante en un poder). Pueden aparecer referencias a estas copias también como copias “validadas”, “auténticas” o “título de propiedad” (cuando contienen la adquisición de una propiedad). Actualmente también hay copias autorizadas electrónicas firmadas por el notario con una firma electrónica avanzada, y que son archivos cifrados que contienen el texto de la matriz para su remisión, normalmente, a registros u organismos públicos a diversos efectos (su inscripción o el pago de un impuesto, por ejemplo). 
Las copias simples, por su parte, están expedidas en unos folios numerados de los Colegios Notariales de España, diferentes de los de matriz y copias autorizadas, y contienen también el texto de la matriz con sus documentos unidos, si bien no van firmadas por el notario y no contienen la “historia” de la circulación posterior que sí tienen las autorizadas. Normalmente se expiden a efectos informativos o administrativos, y muchas de ellas quedan en poder de las administraciones públicas a varios efectos, normalmente fiscales o de cambio de titular. Las copias simples también pueden ser electrónicas, y algunas comunidades autónomas solicitan su presentación telemática al notario, quedando eximidos los otorgantes.  
A pesar de que se llamen instrumentos (o escrituras si es el caso) “públicos”, el acceso a los mismos, puesto que contienen datos personales, se restringe a los otorgantes (por ejemplo a quienes compraron o vendieron), a los herederos o causahabientes de los mismos (por ejemplo a los hijos del que compró que quieran tener la escritura que haya desaparecido), a aquellos de los que del documento resulte algún derecho (por ejemplo el heredero en un testamento), o a aquellos que prueben un interés legítimo en la obtención de la copia, que deberán alegar y probar al notario titular del protocolo donde consta el documento del que se quiere obtener la copia. Se puede solicitar una copia, cuando se tiene derecho a ella, a través de cualquier notaría, de forma que aquella en la que se solicite se pone en contacto con aquella donde está la matriz de la que hay que expedir la copia, la cual la remitirá normalmente a la primera para su recogida por el interesado (a veces implica enviar copias de los documentos que prueben que se tiene derecho a ellas, y lógicamente que el peticionario se haya identificado).

## Aranceles de los notarios
Su retribución y el mantenimiento de la notaría se realiza por arancel, determinado reglamentariamente por Real Decreto, y no con cargo a los presupuestos del Estado o de Comunidad Autónoma, las cuales no asumen gastos en este sentido. 
La publicación en 2011 del Real Decreto 1612/2011, de 14 de noviembre, por el que se modifican los Reales Decretos 1426/1989, de 17 de noviembre, y 1427/1989, de 17 de noviembre, por los que se aprueban los aranceles de los notarios y los registradores, así como el Decreto 757/1973, de 29 de marzo, por el que se aprueba el arancel de los registradores mercantiles (enlace roto disponible en Internet Archive; véase el historial, la primera versión y la última). ha modificado los aranceles.
El arancel notarial también fue objeto de reforma parcial por el Real Decreto-ley 18/2012, de 11 de mayo, en su disposición adicional 2ª.

### Documentos sin cuantía
- Poderes en general: 30,050605 euros.
- Poderes para pleitos:15,025303 euros.
- Actas: 36,060726 euros.
- Testamentos, por otorgante: 30,050605 euros.
- Capitulaciones matrimoniales: 30,050605 euros.
- Redacción según Real Decreto 1612/2011, de 14 de noviembre. Escrituras de subrogación y novación modificativa de créditos o préstamos hipotecarios: 30,050605 euros.
- Por las escrituras de cancelación de crédito o préstamo hipotecario, y con independencia del capital pendiente de amortizar y de que la operación se integre en un proceso de subrogación o novación hipotecaria, se percibirá 30,050605 euros, sin que se devengue cantidad alguna a partir del quinto folio de matriz y de copia, sea copia autorizada o copia simple.
- Escrituras de constitución de sociedades de responsabilidad limitada por vía telemática que no tuvieren entre sus socios personas jurídicas ni un capital social superior a 30.000 euros y cuyo órgano de administración delimitado en los estatutos sociales se estructure como un administrador único, varios administradores solidarios, cualquiera que sea su número, o dos administradores mancomunados, por todos los conceptos: 150 euros. Dicha cantidad será de 60 euros, por todos los conceptos, cuando, además de los requisitos anteriores, el capital social de las sociedades de responsabilidad limitada no sea superior a 3100 euros y sus estatutos se adapten a algunos de los aprobados por el Ministerio de Justicia.
- Demás documentos (estado civil, emancipación, reconocimiento de filiación, etc.): 30,050605 euros.
- En los poderes, si hubiere más de dos poderdantes, se percibirán 6,010121 euros por cada uno de exceso, y por cada apoderado que exceda de 6, 0,601012 euros.

### Documentos de cuantía
- Cuando el valor no exceda de 6.010,12 euros: 90,151816 euros.
- Por el exceso comprendido entre 6.010,13 y 30.050,61 euros: 4,5 por mil.
- Por el exceso comprendido entre 30.050,62 y 60.101,21 euros: 1,50 por mil.
- Por el exceso comprendido entre 60.101,22 y 150.253,03 euros: 1 por mil.
- Por el exceso comprendido entre 150.253,04 y 601.012,10 euros: 0,5 por mil.
- Por lo que excede de 601.012,10 euros hasta 6.010.121,04 euros: 0,3 por mil.
- Por lo que excede de 6.010.121,04 euros el Notario percibirá la cantidad que libremente acuerde con las partes otorgantes.

### Otros gastos de notaría
La factura del notario recoge los aranceles de documentos sin o con cuantía, además de los siguientes gastos:
- Folios de matriz: hojas que se utilizan en la escritura original. Se deben abonar 3 euros por cada cara escrita, a partir del 5º folio.
- Copia autorizada: la copia autenticada del original. Se cobran 3 euros por folio hasta el número 11. De ahí en más, el valor es de 1,5 euros.
- Papel timbrado: Impuesto de Actos Jurídicos Documentados, por documentos notariales. Valor: 0,15 euros por folio. Se trata de los folios timbrados mencionados en matriz y copias, y que el notario ha comprado anticipadamente al Estado, a través de la Casa Nacional de la Moneda y Timbre, repercutiendo el coste en este concepto (es un ingreso del Estado).
- IVA: Impuesto al valor añadido. Este concepto aparece en la factura, pero lógicamente se trata de un impuesto que cobra el notario como profesional y que luego ingresa al Estado -como cualquier otro profesional obligado a cobrarlo y gestionarlo- (21% de los conceptos de la factura sujetos este impuesto, que son la mayoría).
- Nota registral: es el proceso de información registral mediante el cual el notario solicita información al Registro de la Propiedad y comunica al registrador que se ha concretado la escritura. Valor: 9,02 euros por cada notificación.
- Copias simples: copias realizadas únicamente con el sello del notario. Valor: 0,60 euros por folio.
- Aunque no constan en el arancel, pueden aparecer en la minuta (dependerá del caso) una serie de conceptos dentro del campo de los suplidos, y que han sido liquidados previamente por el notario a terceras personas (o sea, los ha anticipado), repercutiéndolos en las facturas, pero sin que su cuantía quede para la notaría, como pueden ser gastos de transporte, el timbre de los folios, certificados o informaciones registrales pagados por la notaría o gastos de gestores.
- Asimismo, es frecuente que en la notaría se paguen igualmente cantidades que no corresponden al arancel (ni aparecen en las minutas bajo sus números) sino a liquidaciones derivadas del acto contenido en el instrumento público otorgado, como pueden ser los gastos de inscripción en registros públicos (normalmente los de la Propiedad y Mercantiles), pagos a gestores administrativos o los diferentes tributos (generalmente impuestos o tasas) que pueda acarrear un contrato, los cuales son cobrados por entidades públicas como comunidades autónomas o ayuntamientos, pero que son -en ese caso- gestionados por la notaría. Estos pagos, al menos en el caso de los impuestos, suelen superar en sí, muchas veces en gran proporción (debido a que generalmente son directamente proporcionales a un valor o precio, al contrario, como se ha visto antes, que los derechos de cuantía del arancel), a los solos derechos arancelarios, dando lugar, junto a los conceptos ya dichos de suplidos, IVA y papel timbrado, a la creencia errónea, evitable leyendo las facturas y registro de gestiones, de que todo lo pagado en la notaría va a parar al notario.

## Dudas en la interpretación de la normativa arancelaria sobre cancelaciones (2011)
Según la información presentada por la Organización de Consumidores y Usuarios (OCU) de España, en 2010 los notarios cobraron 6 veces de lo legalmente establecido por cancelar una hipoteca. Aunque según la revista española El notario del siglo XXI del Colegio Notarial de Madrid, tales afirmaciones no serían ciertas.

### Modificación de aranceles de los notarios y registradores en 2011
El Consejo de Ministros del 11 de noviembre de 2011 aprobó el Real Decreto por el que se modifican los Reales Decretos 1426/1989, de 17 de noviembre, y 1427/1989, de 17 de noviembre, por los que se aprueban los aranceles de los notarios y los registradores, así como el Decreto 757/1973, de 29 de marzo, por el que se aprueba el arancel de los registradores mercantiles.
Las únicas tasas que pueden cobrarse por cancelación de hipotecas (arancel del notario de 55 euros y arancel del registrador de 24 euros en 2011) son las aprobadas por el R.D.

### Reforma en el año 2012 del arancel de notarios y registradores
La materia, entre otras, de las cancelaciones de hipotecas, ha sido objeto de nueva reforma arancelaria en Real Decreto-ley 18/2012, de 11 de mayo, disposición adicional 2ª.

### El Supremo ratifica el decreto - 2012
El Consejo General del Notariado recurrió al Tribunal Supremo la nueva ley para intentar impedir su aplicación y por tanto las rebajas arancelarias.
La sala Tercera del Tribunal Supremo desestimó el recurso interpuesto por el Consejo General del Notariado y en su sentencia de 10 de octubre de 2012 ratifica la interpretación que se hacía de la Ley 41/2007 la OCU. La OCU cuantífica la cantidad disputada en 93 millones de euros y solicita su devolución.